# Mongolisk varg
Mongolisk varg, Canis lupus chanco, är en av 38 underarter av gråvarg. Den förekommer i delar av den palearktiska regionen. 

## Taxonomi
Den mongoliska vargen beskrevs först av den brittiske zoologen John Edward Gray 1863 och fick då namnet Canis chanco. Gray baserade sin beskrivning på skinnet till en varg som skjutits i Kinesiska tatariet och senare skänkts till British Museum i London. The common Mongolian word for wolf is "chono". Den brittiske zoologen St. George Jackson Mivart klassificerade 1880 vargen som Canis lupus chanco efter att ha undersökt det exemplar som Gray baserat sin beskrivning på.
1923 föreslog den japanske zoologen Yoshio Abe att skilja vargar på den koreanska halvön C. chanco som en egen art, C. coreanus, på grund av deras jämförelsevis smalare nosar. Denna åtskillnad utmanades av den brittiske zoologen Reginald Pocock som menade att den endast var en lokal variant av C. chanco. I den tredje upplagan av det zoologiska verket Mammal Species of the World (2005) listade däggdjursspecialisten W. Christopher Wozencraft vargen som en underart till Canis lupus, med namnet Canis lupus chanco. Wozencraft klassificerade C. coreanus (Abe, 1923) som en av synonymerna.

## Beskrivning

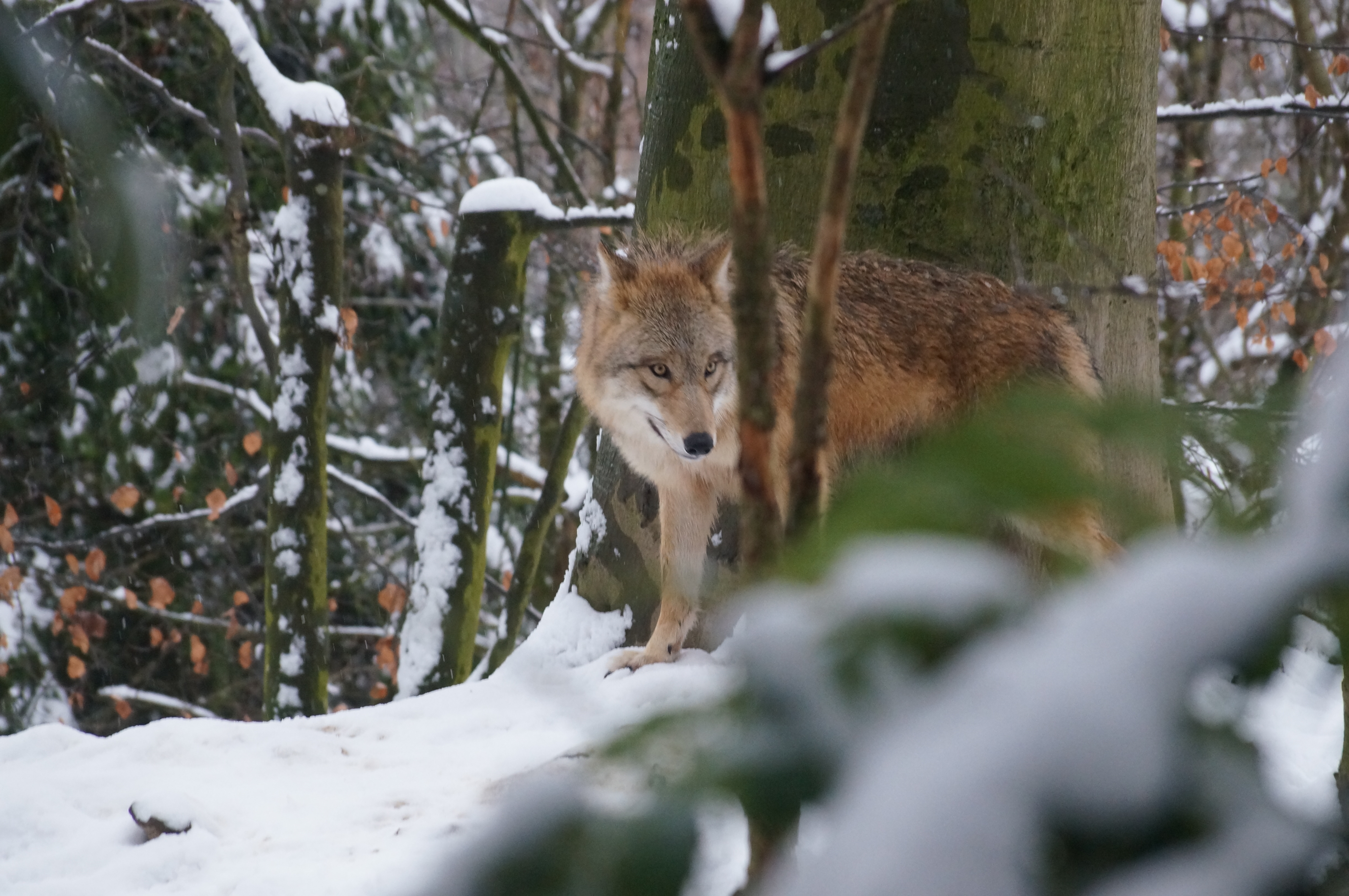
Mongolisk varg i nysnö, fotograferad i Zürich Zoo.

Gray var först att beskriva underarten och skrev bland annat: Pälsen har längre hår på ryggen, med blandade grå och svarta pälshår; halsen, bröstet, magen och insidan av benen är rent vita; huvudet är ljust gråbrunt; pannan är gråsprängd med korta svarta och grå pälshår. Skallens form påminner om den europeiska vargen (C. lupus). Djuret liknar mycket den vanliga gråvargen, men har kortare ben och öronen, sidan av kroppen och utsidan av benen är täckta av blekt dunigt hår. Kroppens längd är 110 cm och svansen är ungefär 38 cm.

## Geografisk utbredning

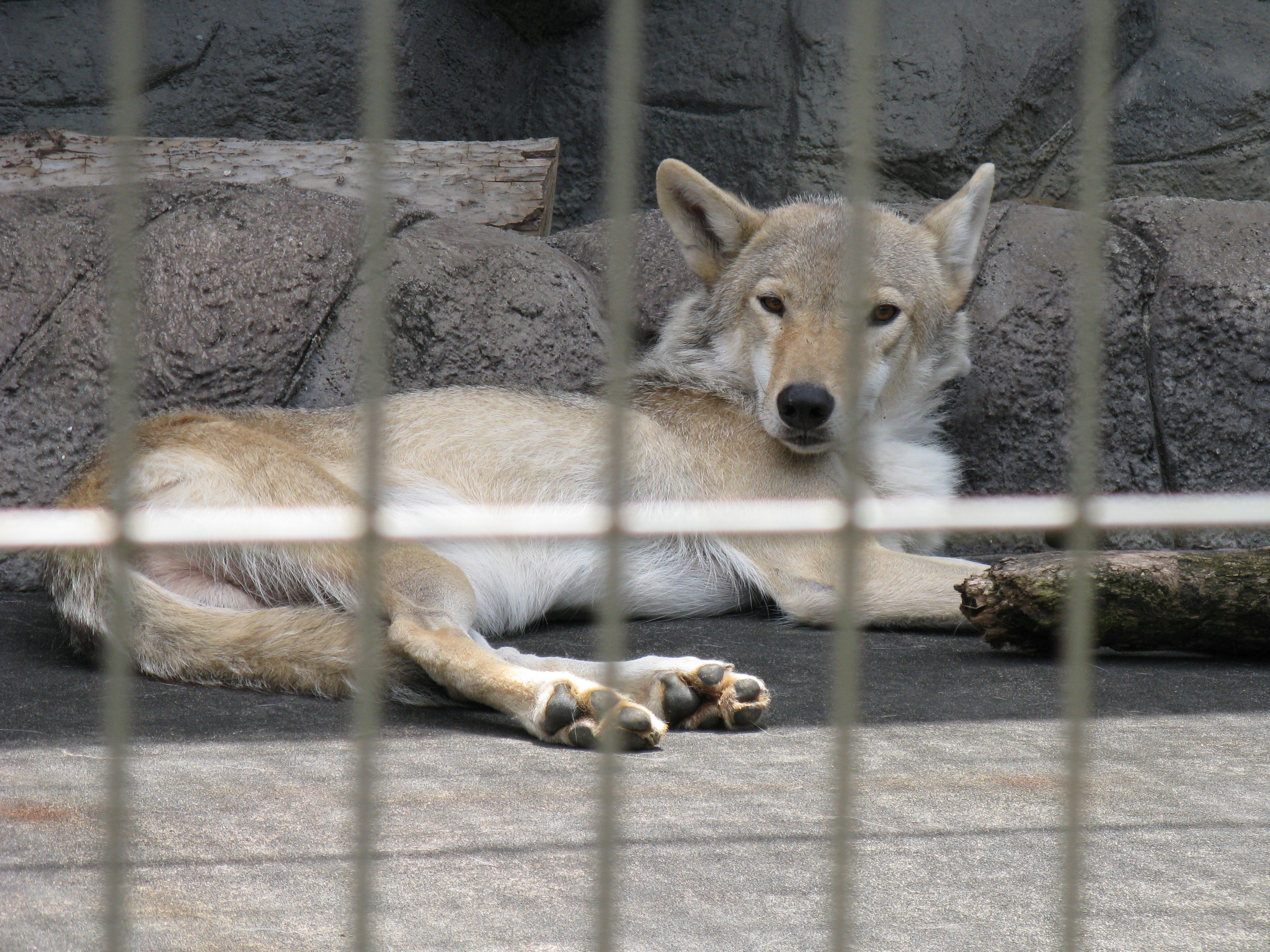
Mongolisk varg fotograferad i fångenskap vid Tennoji Zoo, Osaka, Japan.

Mongolisk varg förekommer förutom, som framgår av namnet, i Mongoliet även i norra och centrala delarna av Kina, och Korea och harp å senare tid spritt sig till området runt Ussurifloden in i Ryssland, bland annat beroende på att deras främsta konkurrent tigern försvunnit från området. Utbredningsområdet begränsas i öster av Altajbergen och Tianshan där C. l. lupus tar över, i söder av Tibetanska högplatån och C. l. filchneri och i södra Kina av en underart som ännu inte (2016) fått sitt namn.